# 国際脳科学オリンピック
国際脳科学オリンピック（こくさいのうかがくオリンピック、略称IBB（International Brain Bee）は、毎年開催される高校生を対象とした脳科学の競技会である。国際科学オリンピックの一つである。 第1回IBBは、1999年に米国で開催された。

## 概要
毎年25ヵ国以上の国・地域の中高生が参加し、各国の予選を勝ち抜いた代表が “International Brain Bee” の本選に派遣される。基礎的な脳科学の知識や、知能、感情、記憶や視覚といったトピックからアルツハイマー病、脳卒中、統合失調症等の疾患に関するトピックまで幅広いテーマに関する知見が問われる。
日本においてはCBTを用いた予選にて上位数名に絞られた後、勉強会などを経て、予選通過者の居住する都道府県もしくはその近県数カ所にて日本代表者を決める最終選考試験が行われる。